# Ludovico Giuliani
Ludovico Giuliani (ur. 4 maja 1998 w San Severino Marche) – włoski siatkarz, grający na pozycji libero. 
Jego ojcem jest Alberto Giuliani, który od paru lat jest trenerem siatkarskim, a od sezonu 2020/2021 prowadził polski klub Asseco Resovię Rzeszów.